# Auguste Goditiabois
Auguste Henri Goditiabois (Anderlecht, 20 november 1886 - 's-Gravenbrakel, 16 november 1946) was een Belgisch hockeyer.

## Levensloop
Goditiabois was actief bij RRC Bruxelles.
Daarnaast maakte hij deel uit van het Belgisch hockeyteam. Met de nationale ploeg nam hij onder meer deel aan de Olympische Zomerspelen van 1928.